# Valdemanco
Valdemanco és un municipi de la Comunitat de Madrid. Limita amb Bustarviejo, La Cabrera i Navalafuente.

## Demografia
| 1991 | 1996 | 2001 | 2004 |
| ---- | ---- | ---- | ---- |
| 482  | 515  | 517  | 736  |